# Педро Антоніо Піментель
Педро Антоніо Піментель-і-Чаморро (1830–1874) — домініканський військовий та політичний діяч, 9-й президент країни після відновлення незалежності. Також обіймав посади губернатора провінції Сантьяго й міністра оборони, був депутатом національного Конгресу.

## Кар'єра
Громадську діяльність розпочав під час боротьби за незалежність Домініканської Республіки. До того він був заможним фермером, тому мав значні статки. 1863 року був заарештований разом з іншими противниками іспанської анексії країни. Після втечі з в'язниці шукав притулку у Гаїті. Після початку національно-визвольної боротьби він одразу вступив до лав революційних сил. Після цього отримав пост головнокомандувача Східних сил.
10 лютого 1864 року став губернатором Сантьяго, після чого вирушив на допомогу Гаспару Поланко, який тіснив іспанців до моря. У січні 1865 Піментель очолив міністерство оборони та був обраний до Національної асамблеї, яка збиралась на території, що повстала.

### На посту президента
Був обраний президентом 25 березня 1865 року. Одним із перших його розпоряджень на посту глави держави стала ліквідація Воєнної ради й відставка Гаспара Поланко. Війну було завершено за часів президентства Піментля.